# 바나나 공화국

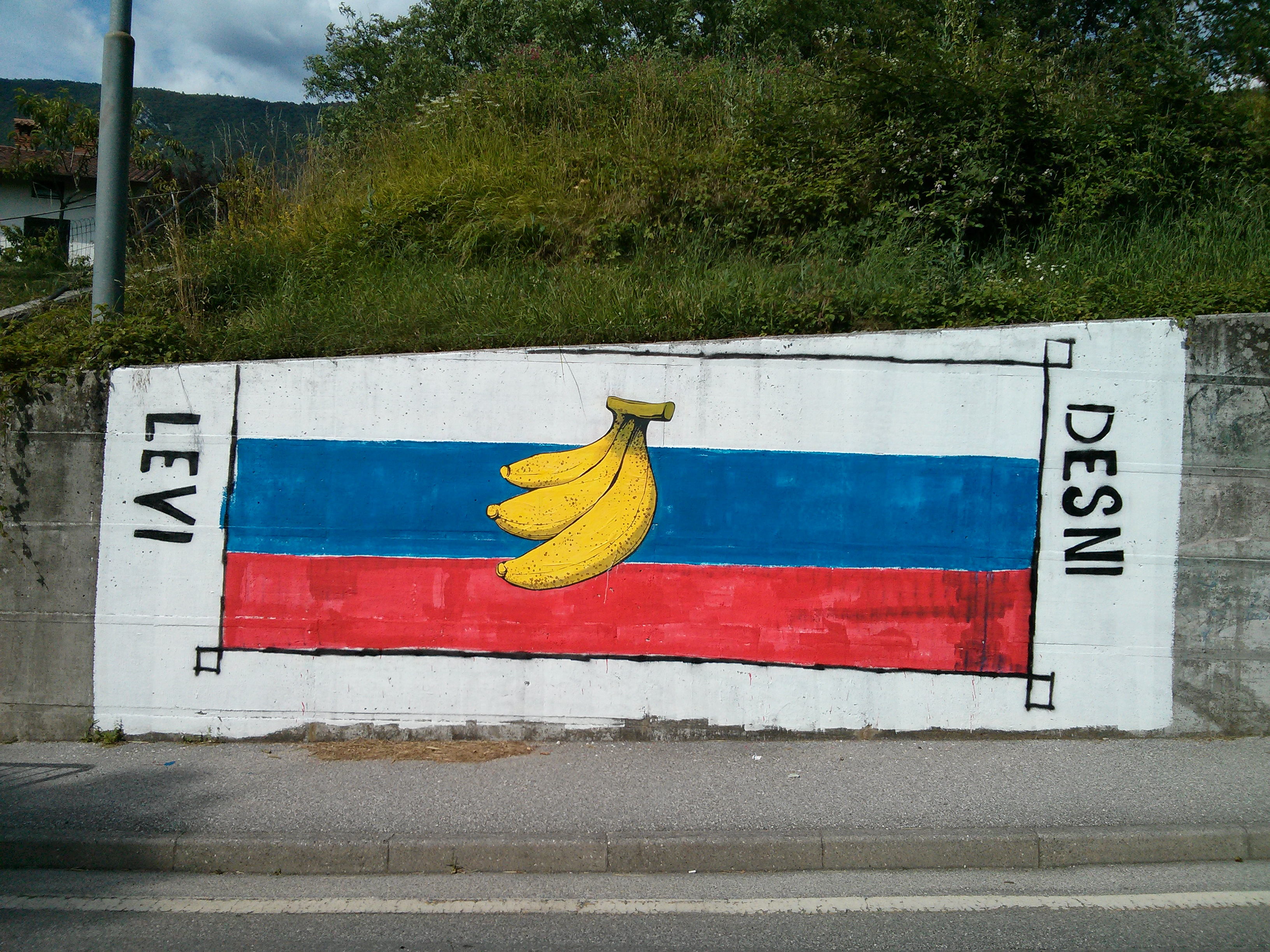

바나나 공화국(banana republic)은 바나나 등의 한정된 일차산품의 수출에 절대적으로 의지해 주로 미국 등의 외국 자본에 제어받으며 부패한 독재자와 그 수하가 정권을 장악하고 있는 정치적으로 불안한 작은 나라를 가리키는 경멸어이다. 이 용어는 냉전 시절 미국의 안마당처럼 휘둘리던 엘살바도르, 벨리즈, 온두라스, 과테말라, 그레나다를 비롯하여 중앙 아메리카의 여러 나라에 쓰이는 것이 보통이다. 그러나 넓게 보면 같은 상황에 처해 있는 지역의 국가에 쓰이는 경우도 있다.
작가 오 헨리가 1904년 펴낸 단편집 <양배추와 임금님>에서 이 표현을 처음 사용한 것으로 알려져 있다. 기실 1896년 2월 은행 근무 시절 공금을 횡령한 혐의로 기소된 오 헨리가 장인의 도움을 받아 보석으로 풀려난 뒤, 재판을 피해 도망한 곳도 바로 온두라스였다.

## 미국의 지배
이 말은 원래 20세기 초에 중앙 아메리카에서 유나이티드 프루트 컴퍼니 등의 미국 농업 기업이 커다란 농장을 여러 나라에 건설하여 그 자금력으로 여러 나라의 정치를 좌지우지한 것에서 비롯한다. 바나나의 생산과 수출에 철저한 관리가 필요했던 각 회사는 철도나 항만 시설과 같은 인프라 기반을 자신들의 자금으로 건설하였으며, 그뿐 아니라 바나나 사업이 잘 진행되도록 여러 나라의 지배자층과 결탁하여 스스로 유리한 상황을 계속 유지하였다.

## 착취
원래 바나나 농장 자체가 여러 나라의 중심에서 멀리 떨어진 열대 우림 지역에 위치해 있고 바나나는 상하기 쉽기 때문에 수도나 주요 도시를 거치지 않고 농원 가까이에 있는 항구를 통해 직접 수출했다. 항구를 통해 바로 수출함에 따라 영토 안의 경제 사정이 나빠졌고 여러 나라의 국민 경제 성장이나 경제 안정에 그다지 기여하지 않게 되었다. 이것이 선진국 착취의 대표적인 예이다.
게다가 이러한 나라들은 특출한 산업이 거의 없는 경우도 있기에 다른 나라의 대기업에 대항할 수 있는 힘이 거의 없었다.

## 같이 보기
- 바나나 공화국의 영어 낱말 Banana Republic은 기업 이름이기도 하다.
- 유나이티드 프루트 컴퍼니